# André Bellavance
Pour les articles homonymes, voir Bellavance.
André Bellavance, né le 3 juin 1964 à Victoriaville, est un annonceur de radio, journaliste et homme politique canadien. 
Il a été député à la Chambre des communes du Canada, représentant la circonscription québécoise de Richmond—Arthabaska de 2004 à 2015, sous la bannière du Bloc québécois jusqu'en août 2014, puis comme indépendant jusqu'à la fin de son mandat. 
Il est maire de Victoriaville de février 2016 jusqu'aux élections municipales de 2021, lors desquelles il ne se présente pas.

## Biographie
André Bellavance étudie le droit à l'Université Laval et y obtient un baccalauréat en communications publiques. Il réalise ensuite une mineure en sciences politiques à l'Université de Montréal.
Journaliste et animateur de radio à Victoriaville à partir de 1989, il devient président du Syndicat des employés et des employées du Réseau des Appalaches (CSN) de 1992 à 1993. Durant la même année il est aussi agent de grief et membre de la Fédération professionnelle des journalistes du Québec.
Il quitte une première fois ses fonctions de journaliste pour devenir attaché politique de Jean Landry, député bloquiste de Lotbinière. Le député ne se représentant pas, André Bellavance redevient journaliste sur les ondes de la radio KYQ-FM de la région des Bois-Francs, en 1996.
En 2000 il revient à la politique en devenant l'assistant parlementaire de Pierre Paquette, député bloquiste de Joliette. Il quitte le poste en 2004 après son élection à la députation.

### Carrière politique
Lors de l'élection fédérale de 2000, André Bellavance se lance en politique active comme candidat du Bloc québécois dans la circonscription de Richmond—Arthabaska. Le député progressiste-conservateur sortant André Bachand remporte l'élection de justesse : il obtient 37,20 % comme 36,47 % à M. Bellavance.
Quatre ans plus tard, à sa deuxième tentative, il réussit à emporter le siège avec 55,6 % des voix, dépassant largement Christine St-Pierre, alors candidate libérale, qui arrive deuxième avec 27,2 %. Il est réélu lors des élections fédérales de 2006 (47,9 %) et 2008 (46 %). Bien qu'il perde plus de 10 % de ses voix (33,8 %), il est un des rares députés bloquistes à résister à la « vague orange » des élections fédérales de 2011.
Porte-parole adjoint du Bloc québécois en matière de mondialisation et en matière d'affaires indiennes et nord canadien de 2004 à 2005, il est nommé porte-parole du Bloc en matière d'agriculture et agroalimentaire en septembre 2005 et le demeure jusqu'à son départ du parti en août 2014. Il est également vice-président du caucus du son parti de 2004 à 2011. Il en devient le leader parlementaire en décembre 2011.

#### Controverse au sujet du drapeau canadien
Bellavance provoque la controverse à l'échelle nationale tôt dans son mandat lorsqu'il refuse de fournir des drapeaux canadiens à la Légion royale canadienne à Richmond. Bellavance, souverainiste québécois, déclare qu'il ne se sentait pas à l'aise de promouvoir le Canada en fournissant des drapeaux par son propre bureau, et fournit plutôt un numéro sans frais pour le Département de l'héritage canadien.
D'autres députés bloquistes avaient fourni des drapeaux canadiens sur demande à leurs commettants dans le passé. Un bref scandale national s'ensuit, de nombreuses personnes percevant ce refus comme une insulte contre les anciens combattants et le pays entier. Plusieurs politiciens envoient rapidement des drapeaux à la Légion, dont le premier ministre Paul Martin qui envoie un drapeau qui avait flotté sur la Tour de la Paix et le chef de l'opposition Stephen Harper qui a livré une douzaine de drapeaux en personne.
Gilles Duceppe, chef du Bloc québécois, annonce peu de temps après que le whip du Bloc fournirait plusieurs drapeaux à la Légion.

#### Course à la chefferie du Bloc
À la suite de la démission surprise de Daniel Paillé de la chefferie du Bloc en décembre 2013, il se porte candidat à la succession début 2014. D'abord mis en concurrence avec Jean-François Fortin, déjà candidat à la chefferie en 2011, ce dernier se rallie à la candidature de son collègue lors d'une conférence de presse le 23 février. André Bellavance est alors le seul candidat en lice.
Le 22 avril 2014, il déclare vouloir faire du Bloc un parti « Pour tous ceux qui ne sont pas nécessairement souverainistes - il y a des indécis au Québec, mais pour qui le respect du Québec dans son intégralité est leur priorité ». Cette déclaration inquiète certains militants souverainiste et convint Mario Beaulieu, président de la Société Saint-Jean-Baptiste de Montréal, de se lancer dans la course pour défendre l'indépendance comme ligne principale du parti.
Le 6 mai 2014 il dépose la somme et les bulletins de soutien nécessaire pour être candidat à l'élection, le lendemain Mario Beaulieu fait de même, confirmant une course à deux.
Favori du scrutin, il n'obtient finalement que 46,5% et est battu par Mario Beaulieu.

#### Démission du Bloc
Malgré sa défaite, André Bellavance porte allégeance au nouveau chef le soir de l'élection. Cependant, le 25 août 2014, il annonce sa démission du parti et sa volonté de siéger comme indépendant, dans la foulée de son collègue Jean-François Fortin, en dénonçant l’extrémisme du nouveau chef.

#### Maire de Victoriaville
En 2016, André Bellavance est élu maire de Victoriaville,. Il est réélu en novembre 2017 mais ne sollicite pas de troisième mandat en 2021.

#### Retour en politique
En 2022, il accepte un poste de conseiller politique pour la ministre de la Famille du gouvernement caquiste, Suzanne Roy.